# Gobius geniporus
Gobius geniporus är en fiskart som beskrevs av Valenciennes, 1837. Gobius geniporus ingår i släktet Gobius och familjen smörbultsfiskar. IUCN kategoriserar arten globalt som livskraftig. Inga underarter finns listade i Catalogue of Life.